# ويل آدامز
ويل آدامز (بالإنجليزية: Will Adams)‏ (و. 1963  م) هو صحفي، وكاتب، وروائي بريطاني.